# María Araújo
María Pérez Araújo (Vigo, 1 de agosto de 1997), conocida simplemente como María Araújo, es una jugadora profesional de baloncesto, que actualmente juega en el Valencia Basket de España. Fue campeona en el Europeo Sub-20 de 2017, siendo nombrada además MVP del torneo. 

## Trayectoria
María Araújo llegó en segundo año infantil al Celta, club en el que ha realizado la parte más relevante de su formación como jugadora. En la temporada 2012/2013, debutó en Liga Femenina 2 con sólo 14 años, 11 meses y 1 día en el Celta, equipo con el que jugó en LF2 durante tres temporadas (2012-2015). Tiene el récord de precocidad a la hora de vestir la camiseta celeste en su equipo senior. En su segunda temporada en esta competición ya destacó por su capacidad anotadora y promedió 13 puntos por encuentro.
La temporada 2015-2016 ficha por el Universitario Ferrol y debuta en Liga Femenina 1, teniendo que adaptarse para tener un mayor rendimiento, cambiando su posición de juego: de escolta o alero a ala-pívot.
2016-2017 supone la temporada de despegue de Araújo. Renueva en Ferrol y se convierte en la jugadora revelación de la temporada en Liga Femenina, finalizando la liga regular con una media de 12,1 puntos, 8,9 rebotes y 13 de valoración en 35 minutos y como quinta máxima reboteadora de la liga, primera entre las nacionales, y como segunda nacional en puntos, tapones y valoración. Su aportación es vital en la clasificación del club para la Copa de la Reina y para que finalice como tercer clasificado de la Liga Femenina, tras caer en las semifinales ante Perfumerías Avenida.
Destaca en el Campeonato Europeo U20 Femenino de 2017 celebrado en Matosinhos, en el que España se proclama campeona, y en el que María es elegida como jugadora más valorada (MVP) y miembro del quinteto ideal.
La temporada 2017-18 es su tercera campaña en las filas del Uni Ferrol.  MVP de la jornada 15 de la Liga Femenina con 22 puntos y 8 rebotes (30 puntos de valoración).
En mayo de 2018 ficha por el equipo polaco del Wisla Cracovia y tras un año jugando en Polonia, en mayo de 2019 es contratada por el Uni Girona.
En marzo de 2023, en un duelo de Euroliga contra el Perfumerías Avenida, sufrió una grave lesión del ligamento cruzado, que la mantendría apartada de las pistas durante casi un año.  A finales de ese mismo año, se anunció su fichaje por el Çukurova Basketbol turco. 
Tras dos años jugando en Turquía, el 31 de mayo de 2025 se anunció su fichaje por el Valencia Basket, campeón de liga en la temporada pasada, en el que supondría su regreso a la liga española. 

## Clubes
- 2010–2012 Real Club Celta Zorka en categorías inferiores.
- 2012–2015: Real Club Celta Zorka en Liga Femenina 2.
- 2015–2018: Uni-Ferrol en Liga Femenina.
- 2018–2019: Wisla Cracovia en la Basket Liga Kobiet.
- 2019–2023: Uni Girona en Liga Femenina.
- 2023–2025: Çukurova Basketbol Mersin en la KBSL turca.
- 2025-actualidad: Valencia Basket en la Liga Femenina Endesa.

## Selección nacional
Fue convocada por la selección española para participar en el Mundial de Baloncesto Femenino Sub-17 de 2014 en la República Checa. Convocada también para los campeonatos europeos con la selección Sub-18 en el 2015 y Sub-20 en el 2017 en Portugal.
En 2017 debutó en la fase de clasificación para el Eurobasket 2019 con los partidos ante Bulgaria y Holanda.

### Palmarés

#### Absoluta
- EuroBasket 2025 ( Alemania,  República Checa,  Grecia,  Italia)

#### Categorías inferiores
- Europeo U18 2015 ( Eslovenia)
- Europeo U20 2017 ( Portugal) – MVP
- Mundial U17 2014 ( República Checa)

## Vida personal
Su madre, Ángeles Araújo, es una histórica jugadora del Celta. Su hermana Inés también juega a baloncesto en la cantera del Celta. Estudia la carrera de nutrición por la UCAM.

## Logros y reconocimientos
- Jugadora más valiosa (MVP) del Campeonato Europeo Sub-20 de Baloncesto Femenino de 2017 en Matosinhos.[17]
- Gigante Junior Mayor Progresión en la 30ª Edición de la Gala Premios Gigantes (2018).[18]
- MVP nacional de la temporada 2017/2018 y 2ª en la carrera de MVP de la Liga Regular.[19][20]